# Mórauðavatnshnúkar
Mórauðavatnshnúkar är en bergstopp i republiken Island. Den ligger i regionen Suðurland, 160 km öster om huvudstaden Reykjavík. Toppen på Mórauðavatnshnúkar är 844 meter över havet, eller 181 meter över den omgivande terrängen. Bredden vid basen är 1,2 km.
Trakten runt Mórauðavatnshnúkar är nära nog obefolkad, med mindre än två invånare per kvadratkilometer. Det finns inga samhällen i närheten. Trakten runt Mórauðavatnshnúkar består i huvudsak av gräsmarker.